# La Loi de la haine
Pour plus de détails, voir Fiche technique et Distribution.
La Loi de la haine (titre original : The Last Hard Men) est un western américain réalisé par Andrew V. McLaglen, sorti en 1976.

## Synopsis
En 1909, dans l'Arizona, le Capitaine Sam Burgade est retraité des Arizona Rangers. Alors qu'il ne recherche que le repos et la tranquillité, il apprend que son vieil ennemi Zach Provo s'est échappé d'une prison de Yuma avec d'autres condamnés.

## Fiche technique
- Titre original : The Last Hard Men
- Réalisation : Andrew V. McLaglen
- Scénario de Guerdon Trueblood d'après le roman Gundown de Brian Garfield
- Musique originale : Jerry Goldsmith
- Production : Walter Seltzer (en) et Russell Thacher
- Pays d'origine : États-Unis
- Genre : Western
- Durée : 98 minutes
- Dates de sortie : 
  - États-Unis : 1er juin 1976
  - France : 14 juillet 1976

## Distribution
- Charlton Heston (VF : Jean-Claude Michel) : Le capitaine Sam Burgade
- James Coburn (VF : Georges Aminel) : Zach Provo
- Barbara Hershey (VF : Claude Chantal) : Susan Burgade
- Jorge Rivero (VF : Pierre Hatet) : Menendez
- Christopher Mitchum (VF : Georges Poujouly) : Hal Brickman
- Michael Parks (VF : Philippe Ogouz) : Noel Nye
- Larry Wilcox (VF : Richard Darbois) : Shelby
- John Quade (VF : Claude Nicot) : Gant
- Robert Donner (VF : René Bériard) : Lee Roy
- Thalmus Rasulala : Weed
- Morgan Paull (VF : Daniel Gall) : Shiraz
- Sam Gilman (VF : Henri Labussière) : Dutch Vestal